# Revolución de 1848 en España
La ola revolucionaria de 1848 tuvo escasa repercusión en España, si bien conviene destacar dos alzamientos frustrados en marzo y mayo por parte de algunos sectores progresistas, que, hastiados del gobierno moderado y represor de Narváez, trataron de revertir la situación por la fuerza. El fracaso de la revolución en España se debió en gran parte a la falta de compromiso de algunos militares progresistas y la gran capacidad de reacción demostrada por el gobierno.

## Antecedentes

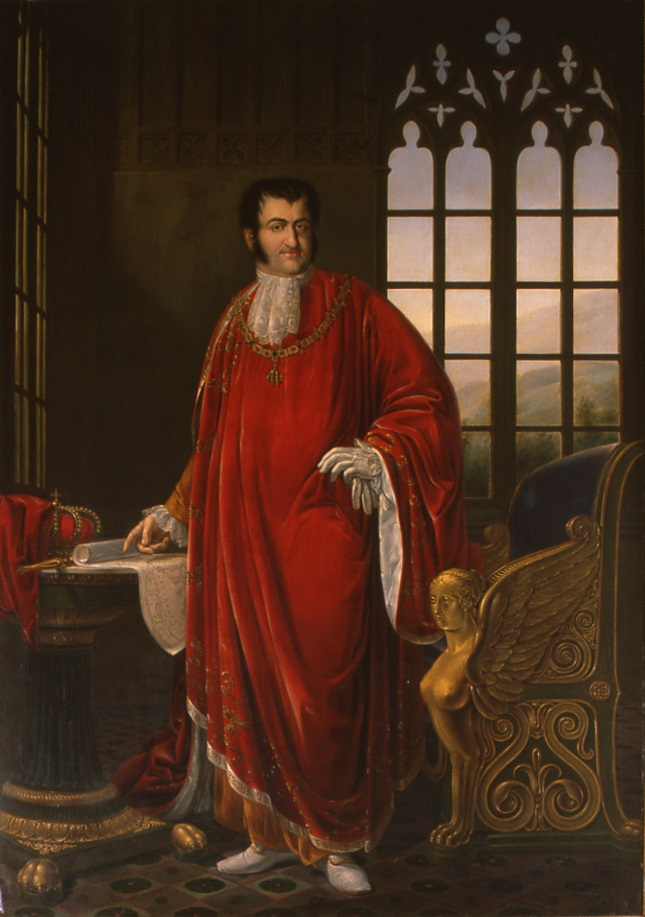
Retrato de Fernando VII (1833), por José Arrau Barba, conservado en la Real Academia de Bellas Artes de San Jordi de Barcelona.

Tras la muerte de Fernando VII en 1833 y el afianzamiento del gobierno constitucional en España, surgieron dos corrientes dentro del liberalismo: la progresista, con figuras como Mendizábal y, sobre todo, Espartero; y la moderada, que tenía por principal cabeza al general Narváez. A pesar del trasfondo liberal de ambas ramas, pronto las diferencias se hicieron palpables, ya que los primeros defendían un sufragio más amplio, además de otros derechos como la libertad de prensa, mayor poder de las cortes frente al rey y la aconfesionalidad del estado, medidas todas estas refutadas por los moderados.
Cuando Espartero, que había sido regente del reino de 1841 a 1843, fue expulsado del gobierno por Narváez y el partido moderado, éstos quisieron imponer definitivamente su ideología en España, creando una constitución a su medida y desatando una dura represión contra todo aquel que no siguiese los preceptos del moderantismo, como despectivamente era llamado. Esto hizo ver a progresistas y republicanos que no alcanzarían el poder de forma constitucional en aquellas circunstancias.

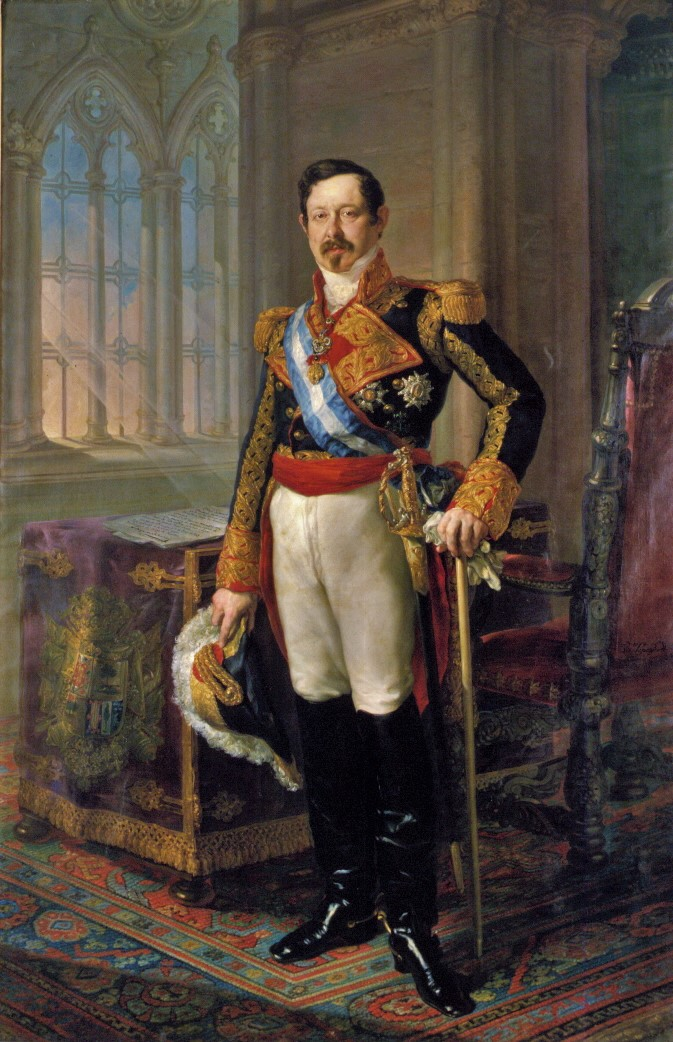
Retrato de Ramón Narváez (1849) líder de los moderados.

A partir de 1846, Europa empezó a sufrir graves problemas económicos, lo que llevó a una importante carestía de alimentos, sumado esto a la falta de derechos del proletariado, que dio pie al nacimiento de ideologías tales como el socialismo o el comunismo, y al sentimiento independentista de muchas naciones europeas en poder de otros países, hacia 1848 la situación era ya insostenible, y, bien por causas nacionalistas (como en Italia) o por causas simplemente políticas y sociales (tal es el caso de Francia), en la primera mitad de aquel año toda Europa se vio sacudida por revoluciones.

## Los intentos revolucionarios
Muchos liberales progresistas conspiraban contra el gobierno moderado desde 1843, pero con escasa relevancia salvo el Levantamiento de Solís en 1846, que terminó en fracaso. Sin embargo en 1848, tras conocerse en España la noticia de la revolución que había depuesto al rey de Francia, un buen número de progresistas inactivos hasta el momento se unieron a los conspiradores.
El primer intento revolucionario sucedió en Madrid el día 26 de marzo. Muchos civiles, apoyados por militares, levantaron las primeras barricadas de la capital en las calles cercanas al Palacio Real y exigieron la destitución de Narváez. Sin embargo, el gobierno, actuando con rapidez, movilizó al ejército leal y a la policía, logrando sofocar la revuelta al día siguiente de haberse iniciado.
La segunda tentativa se produjo dos meses después. El 7 de mayo el madrileño regimiento de España, liderado por el comandante Buceta, se declaró en rebelión e instigó al pueblo a alzarse. También se produjeron asonadas en las ciudades de Barcelona, Valencia y Sevilla. En Madrid, donde el combate fue más intenso, se vivieron auténticas batallas en la Plaza Mayor y otros lugares cercanos. El general José Fulgosio, encargado de sofocar la rebelión, murió de un disparo desde un balcón. Narváez tuvo que ser informado, debido al cariz de los acontecimientos. Éste adoptó medidas extraordinarias como la disolución de las Cortes y la suspensión de las garantías constitucionales, lo que le permitió arrestar a los líderes progresistas y dictar penas de muerte. Tras esto, la rebelión empezó a amainar, hasta que finalmente fue desmantelada. El teniente del Regimiento América n.º 14, Don José María Polo Rubio, obtuvo por segunda vez la Cruz Laureada de San Fernando de 1.ª clase sencilla, por su valor ante los revolucionarios sublevados en Madrid los días 26 de marzo y 7 de mayo de 1848.
El fracaso revolucionario se debió a la falta de decisión de muchos militares y progresistas contrarios a Narváez. A su vez, el líder moderado actuó en ambas revueltas con rapidez y decisión, haciendo que las revoluciones de 1848 no tuvieran en España apenas repercusión.

## Consecuencias
Como consecuencia de la rebelión del 7 de mayo, Narváez suprimió las Cortes. Esto le permitió gobernar a voluntad y sin supervisión de ningún tipo durante dos años. El general granadino desencadenó además una represión sobre todo aquel que hubiese estado involucrado en conspiraciones. Se ejecutó a 14 personas y muchas otras fueron deportadas: 740 a Filipinas, 106 a Canarias y unas docenas a las Antillas.
Además de las consecuencias internas, la rebelión provocó el descontento del gobierno inglés, ya que el embajador de este país en España desde noviembre de 1843, sir Henry Bulwer, hombre de ideas cercanas al progresismo, fue expulsado de España por Narváez.
También supuso para los progresistas la división de su partido en dos: la rama original, del mismo nombre, y el producto de la escisión, el Partido Demócratico. Ambas ramas se aislarían de la política española hasta seis años después, cuando volvieron al poder tras la Vicalvarada, sin embargo sólo lograrían permanecer en el gobierno por dos años, para encontrarse en la misma circunstancia hasta la Revolución Gloriosa, ya en 1868.